# حس دلبستگی به مکان

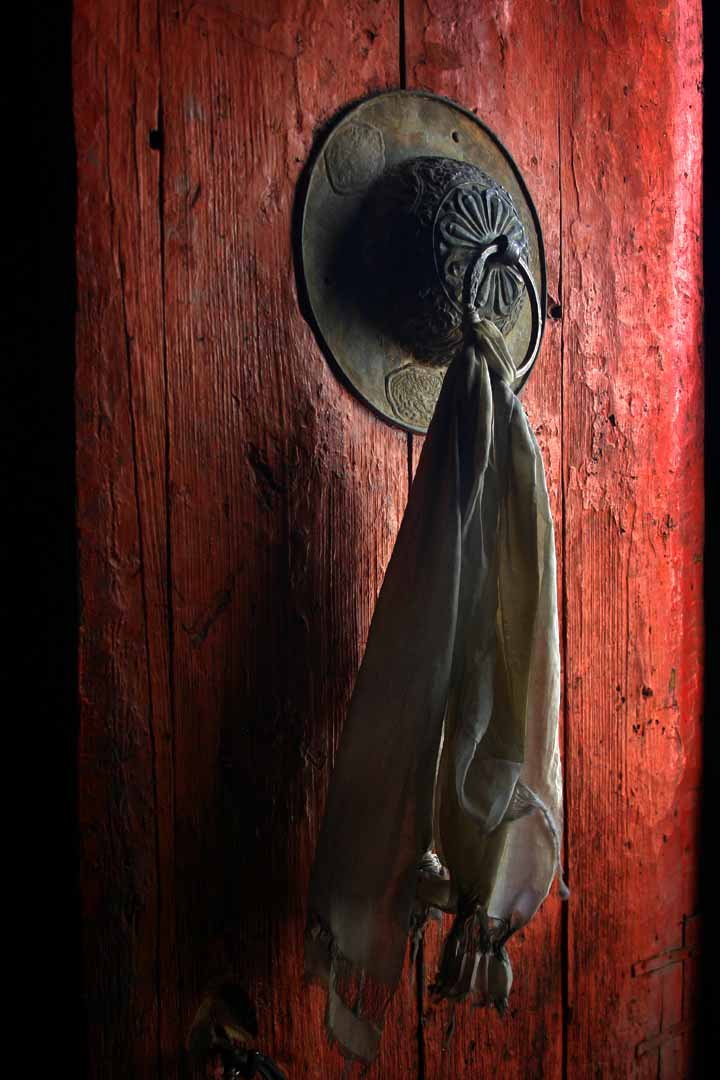
در فرهنگ بودایی هیمالیایی، روسری ابریشمی یا ساتن سفید نشانه‌ای از برکت و خیرخواهی است. بسیاری از اوقات چنین روسری‌هایی به مکان‌های خاص یا دارای اهمیت ویژه متصل می‌شوند.

حس دلبستگی به مکان (به انگلیسی: Place attachment) به عنوان یکی از سطوح حس مکان، از اوایل دهه ۱۹۸۰ و به دنبال طرح مفهوم مکان در دهه ۶۰، به عنوان یکی از مفاهیم مهم در حوزه روان‌شناسی محیطی مطرح شد. پیچیدگی مفهومی و ترمولوژیکی دلبستگی مکانی، تعاریف متعدد ارائه شده در حوزه‌های مختلف مطالعاتی و عدم اجماع بر تعریفی واحد و جامع در ادبیات موضوع از سویی و قرابت معنایی موجود میان این مفهوم با تعابیری چون «هویت مکانی»، «حس مکان» و «حس تعلق» از سوی دیگر دستیابی به تصویری روشن از چیستی این مفهوم، چگونگی فرایند شکل‌گیری و معیارها و اصول آن را دشوار کرده و مانع از بسط کاربردی موضوع دلبستگی مکانی در حوزه‌هایی چون طراحی و برنامه‌ریزی شهری شده است.

## مقدمه
تا پیش از دهه ۷۰ میلادی در مطالعات انجام شده در زمینه رابطه انسان و مکان، دلبستگی به مکان مورد توجه قرار نگرفته بود. در ۲۵ سال گذشته عواملی چون فضای شخصی، قلمرو پایایی، تراکم، معنای مکان و موضوعات مرتبط، موضوع تحقیقات در رابطه با انسان امکان بودند؛ اما افزایش رو به تزاید توجه تأثیر فرهنگ بر ترجیحات مکان، جابجایی جمعیت در شهرها و لزوم تطابق با محیط جدید، علاقه روزافزون به نتایج اجتماعی مکان، سبب گردید تا احساس انسان در رابطه با مکان، محور بسیاری از تحقیقات گردد. اکنون مطالعات فراوانی در زمینه دلبستگی به مکان صورت گرفته است. به علاوه متخصصین حوزه‌های مختلف، تحقیقات متعددی انجام داده و ابعاد محیطی و انسانی این ارتباط عاطفی را مورد بررسی قرار داده‌اند.
مطالعات در زمینه دلبستگی برای اولین بار در ارتباط بین کادر درمان و کودک و این که چگونه کودکان در فرایند درمان، اعتماد خود را به کادر درمان توسعه می‌دهند، مورد بررسی قرار گرفت.
حس دلبستگی به مکان در آغاز، علاقه انسان شناسان و جامعه شناسان را به منظور مطالعه رابطه بین انسان و مکان‌های مقدس به خود جلب کرد. در طی تحولات شهرسازی مدرن در سا لهای ۱۹۵۰ و ۱۹۶۰ متأثر از عواقب ناشی از جهانی شدن و نقل مکان اجباری مردم اهمیت توجه به مکان زندگی مردم افزایش یافت.
امروزه مفهوم دلبستگی به مکان نقش مهمی را در مطالعات روان‌شناسی محیط بازی می‌کند. دلبستگی به مکان، زنجیره‌ای میان افراد و محیط‌های معنادار است.

## مبانی نظری

### بخش اول: حس تعلق
احساس تعلق یکی از نشانه‌ها و عوامل مهم در ارزیابی رابطه انسان با محیط و ایجاد محیط‌های انسانی واجد کیفیت است. این سطح از
معنای محیطی بیانگر نوعی ارتباط عمیق بین فرد و محیط است و در این سطح فرد نوعی هم‌ذات‌پنداری بین خود و مکان احساس می
کند.
احساس تعلق دارای دو جنبه فیزیکی و اجتماعی است طبق نتایج تحقیقات، تعلق اجتماعی نسبت به تعلق فیزیکی دارای برتری می‌باشد. این برتری از یک سو به
ویژگی‌ها و ویژگی‌های فردی از جمله انگیزه، شایستگی‌ها و شناخت افراد از مکان بستگی دارد و از سوی دیگر ریشه در تعاملات اجتماعی و ارتباط فرد با دیگران در محیط دارد. منشأ نیاز انسان به تعلق به عنوان یک نیاز اساسی انسان است. همواره انسان‌ها به دنبال
پاسخی برای نیازهای خود در محیط هستند. و اگر این نیازها از فضای پیرامون برآورده نشود، احساس مثبتی بین فرد و مکان ایجاد نخواهد
شد. در مقابل، هر چه محیط قادر به تأمین سطوح مختلف نیازهای انسان باشد، فرد رابطه خود را با محیط مؤثر خواهد دانست و در نهایت معنای
مثبتی از استقبال را به همراه خواهد داشت.

### بخش دوم: حس مکان
حس مکان اغلب با کلمه لاتین Lucy Genius شناخته می‌شود و به این معنی است که وقتی افراد در فضا هستند چیزی بالاتر از
ویژگی‌های فیزیکی و حسی را درک می‌کنند و می‌توانند به روح مکان برسند. دهه ۱۹۷۰ اوج علاقه طراحان به کشف رابطه افراد با
مفاهیم مکان است که غالباً از بحث‌های پدیدارشناختی هوسرل نشات می‌گیرد. «حس مکان» شامل تعامل احساسات و عواطف، دانش و
باورها و رفتارها و اعمال مربوط به یک مکان است.
با توجه به مفهوم حس مکان در دیدگاه‌ها و سطوح مختلف آن، عوامل شکل دهنده حس مکان را می‌توان در دو گروه عوامل «ادراکی و شناختی» و «کالبدی» تقسیم کرد. «هیومن»، حس مکان را شامل تعلق به اجتماع و حس محلی تعریف کرده است.
اصلی‌ترین مولفه‌های فیزیکی اثرگذار بر ادراک و حس مکان عبارتند از: اندازه، درجه محصور، کنتراست، مقیاس، نسبت، مقیاس انسانی، فاصله، بافت،
رنگ، بو، صدا و تنوع بصری.
به علاوه، ویژگی‌هایی مانند هویت، تاریخ، تخیل و توهم، رمز و راز، لذت، شگفتی، امنیت، اشتیاق و خاطره را برای برقراری ارتباط با مکان
را مهم در نظر می‌گیرند. احساس تعلق به یک مکان به عواملی مانند ادراک و ادراک دیگران از آن مکان، سن و سابقه، میزان سکونت فرد
در آن مکان، داشتن تجربیات و خاطرات مشترک از آن مکان، وابسته است. از فعالیت‌های جمعی و اجتماعی، میزان احساس امنیت در
فضاها، عموم مردم شهر بسیار به هم مرتبط هستند. نمودار تحقیق در مورد حس مکان نشان می‌دهد که نقش طراحی کالبدی بر فعالیت
ها و احساسات نه به طور مستقیم بلکه غیرمستقیم از طریق ایجاد نشانه‌ها و معانی است.

### بخش سوم: تبیین دلبستگی به مکان
دلبستگی به مکان مفهومی پیچیده، چند بعدی و میان رشته‌ای است که موضوعات مختلفی از پیوند و نقطه ارتباط فرد با مکان و ارتباط فرد با دیگران را در بر می‌گیرد. در دهه‌های اخیر، این مفهوم توجه بسیاری از محققین در جنبه‌های متفاوت را به خود جلب کرده و پیشرفت‌های نظری قابل توجهی در این زمینه حاصل شده است. دلبستگی به یک مکان تحت تأثیر خصلت‌های خاص مکان است. معانی مکان تأثیر قابل توجهی در دلبستگی به مکان دارند.
دلبستگی به مکان به عنوان تداوم حس مکان ایجاد می‌شود و سطح بالاتری از حس مکان است که نقش مهمی برای استمرار حضور فرد در مکان دارد. دلبستگی به یک مکان، مفهوم ارتباط ادراکی، عاطفی و عملکردی بین افراد و مکانهایی است که در فرایند ارتباط با آن، معنای ویژه و ارزشمندی به آن بخشیدهاند و این تعامل در قالب رفتار و کنش است. مانند میل به حفظ نزدیکی به مکان، غم و اندوه ناشی از دوری از مکان و حمایت اجتماعی.

## دلبستگی
در لغت نامه دهخدا از دلبستگی به معنای محبت، رغبت، دوستی، مودت، عشق و گرایش خاطر یاد می‌شود.
دلبستگی به مکان به عنوان یک مفهوم، رابطه و نقطه اتصال بین مردم و مکان هاست.

## حس دلبستگی به مکان
احساس دلبستگی به مکان عالی‌ترین مرتبه رابطه انسان و مکان است که به منظور بهره‌مندی و تداوم حضور انسان در مکان، نقش تعیین‌کننده ای دارد. حس دلبستگی به معنی رابطه هم پیوند میان انسان و محیط است؛ در اثر این رابطه، مکان به لنگرگاهی روانی بدل می‌شود و اهمیت فضا برای شخص، بالاتر از یک نقطه در دستگاه مختصات است. اغلب، حس دلبستگی به مکان از تجربه‌های شخصی می‌گذرد و خاطرات جمعی پیوند می‌خورد.
واژه دلبستگی به مکان به تأثیر عاطفی یک مکان اشاره دارد که افراد به لحاظ حسی و فرهنگی به آن جذب می‌شوند. تأثیر حسی، عاطفی و درونی مکان برای انسان، مرکز تفکر دلبستگی به مکان می‌باشد، چرا که انسان‌ها می‌توانند به یک شیء، خانه، ساختمان، محله، یا یک قرارگاه طبیعی جذب شوند. در واقع دلبستگی به مکان، ارتباطی نمادین با مکان است که با دادن معانی عاطفی و حسی مشترک فرهنگی، توسط افراد به مکان خاص یا یک سرزمین شکل می‌گیرد و مبنای نحوه ادراک گروه یا فرد از مکان و نحوه ارتباط وی با آن می‌باشد

## تأثیر فقدان مکان بر دلبستگی
بی‌مکانی (placelessness) زمانی اتفاق می‌افتد که بر اثر فرآیندهایی نظیر جهانی شدن و شهرنشینی عوامل کلیدی هستند که منجر به بی مکانی می‌شوند. فناوری تا حد زیادی به بی‌مکانی می‌افزاید، زیرا گسترش و جهانی شدن فرهنگ پاپ را در سراسر جهان آسان‌تر می‌کند. مکان‌هایی که فاقد «حس مکان» هستند، گاهی اوقات به عنوان «بی مکان» یا «غیر معتبر» شناخته می‌شوند.
فقدان حس مکان، بر حس تعلق افراد نسبت به آن تأثیر می‌گذارد. بررسی‌ها نشان می‌دهد که درک رابطه انسان و مکان نیازمند تجسم زمینه‌های فیزیکی و اجتماعی-فرهنگی است و مکان جایی است که می‌توان احساسات را ابراز کرد. این احساس با ایجاد پیوند بین انسان و مکان، زمینه‌های برای تفاوت، جهت‌گیری و درک فضایی ایجاد می‌کند. حس مکان دو جنبه دارد. یکی ریشه در باورها و عملکردهای فرهنگی دارد و فرد را با مکانی مرتبط می‌کند که شامل اجزا غیر فیزیکی و دارای کیفیت ذهنی است، دیگری تحت تأثیر زمینه‌های بیرونی و فیزیکی است که بیشتر بر جنبه‌های فیزیکی تأکید دارد و طراح می‌تواند بر آن اثر بگذارد. برای ایجاد حس مکان، محیط باید ویژگی و ساختار خاصی داشته باشد. برای این منظور، کل محیط ساخته شده باید در طراحی به عنوان یک کل در نظر گرفته شود. ویژگی‌های کالبدی مانند تداوم بصری، محوطه بصری، تضاد و تنوع، دید، خروج و ورود، محوطه سازی و نامگذاری عناصر عینی هستند که حس مکان را افزایش و تقویت می‌کنند و حس تعلق قوی فضا را در ساکنان آن محیط برای زندگی در آن ایجاد می‌کنند. آینده. تبدیل به مکانی می‌شود و محصول آن بررسی مثبت ساکنان محیط زندگی می‌شود.

## موسیقی و مکان
اتنوموزیکولوژیست‌ها(موسیقی‌شناسی قومی)، در میان دیگر دانشمندان علوم اجتماعی (مانند مردم شناسان، جامعه شناسان، و جغرافی‌دانان شهری)، شروع به اشاره به نقش موسیقی در تعریف «احساس مکان» مردم کرده‌اند. از طریق موسیقی که موقعیت آنها را در جهان از نظر مرزهای اجتماعی و سلسله مراتب اخلاقی و سیاسی نشان می‌دهد.
استوکس استدلال می‌کند که موسیقی صرفاً به عنوان بازتابی از ساختارهای اجتماعی موجود عمل نمی‌کند، بلکه پتانسیل تغییر فعالانه یک فضای معین را به همراه دارد. موسیقی که به مکان دلالت می‌کند می‌تواند دانشی از مرزها و سلسله‌مراتب‌های اجتماعی را ایجاد کند که افراد برای مذاکره و درک هویت خود و دیگران و ارتباط آنها با مکان استفاده می‌کنند.
نمونه‌هایی از نقش موسیقی در تعریف حس مکان شامل تحقیق جورج لیپسیتز، اتنوموزیکولوژیست در مورد عملکرد هویت فرهنگی مکزیکی-آمریکایی در لس آنجلس است. در پاسخ به بازتولید مکانیکی و اشکال فزاینده کالایی فرهنگ، والتر بنجامین زمانی استدلال کرد که اشیاء فرهنگی به طور فزاینده ای از بافت اصلی و مکان خلقت خود دور شده‌اند. در این زمینه، جورج لیپسیتز، اتنوموسیکولوژیست، پیشنهاد می‌کند که آگاهی از نامرئی بودن و بیگانگی، هویت فرهنگی گروه‌های اقلیت را که از قدرت سیاسی و شناخت فرهنگی حذف شده‌اند، نشان می‌دهد. لیپسیتز استراتژی‌های فرهنگی پست مدرن (مانند دو کانونی، کنار هم قرار دادن واقعیت‌های چندگانه، بینامتنی، ارجاعات بین‌متنی، و خانواده‌های شباهت) را تحلیل می‌کند، موسیقی‌دانان راک اند رول چیکانو در اواخر دهه ۱۹۸۰ در لس آنجلس برای تعریف حس مکان استفاده می‌کردند. درون فرهنگ عامه لیپسیتز با توجه به کارهای فرهنگی نوازندگان راک اند رول مکزیکی-آمریکایی، مشخص می‌کند که چگونه موسیقی آنها به طور فعال «سیاست فرهنگی آگاهانه ای را نشان می‌دهد که با تغییر دادن آن به دنبال گنجاندن در جریان اصلی آمریکاست».

## مولفه‌های تأثیر گذار بر شکل‌گیری حس دلبستگی به مکان
- محرمیت (حریم خصوصی)
- انسجام (وحدت)
- قابلیت جهت‌یابی و خوانایی
- غنای بصری
- ترکیب بندی و کیفیت کالبدی فضایی
- مدیریت تسهیلات و نظارت
- عناصر طبیعی و سبز

معنابخشی به زیست انسان‌ها در محیط از طریق ویژگی‌هایی رقم می‌خورد که در ابعاد مختلف کالبدی، اجتماعی و فرایندی قابل مطالعه هستند.
«ویژگی‌های فیزیکی و اجتماعی محیط می‌تواند کیفیت زندگی ساکنان را افزایش دهد»
از آنجا که فضاهای جمعی به عنوان فضاهایی مکمل در کنار فضاهای داخلی آپارتمان‌ها برای تعاملات اجتماعی و ایجاد رابطه مستمر با طبیعت است لذا بررسی مولفه‌های مؤثر بر افزایش حس دلبستگی به مکان در این بخش حائز اهمیت است. فضاهای جمعی می‌تواند بستری برای توسعه و شکل‌گیری هویت فردی و اجتماعی باشد. فضای جمعی، فضایی است که فرد را به مکث و سکون واداشته و شرط لازم برای تعاملات اجتماعی است

### محرمیت (حریم خصوصی)
از اصول معماری ایران، وجود نظام ترتیب و توالی دراستقرار فضاها، وقوع فعالیت‌ها، دیدها و حرکت هاست. وجود سلسله مراتب در معماری، به نحو بارزی در ارتباط با مفهوم محرمیت در فرهنگ ایرانیان است.
محرمیت در این معماری، فضاهایی با روحیه و کارکردهای گوناگون می‌آفریند و آنها را به بخشهای عمومی، نیمه عمومی، خصوصی و نیمه خصوصی تقسیم می‌کند.
مفهوم حریم خصوصی، در تمامی فرهنگ‌ها مورد توجه است و ارجاع به مکانی دارد که در آن افراد بتوانند بدون دخالت دیگران از فضا استفاده کنند.

### انسجام (وحدت)
در هر مجموعه ای وجود انسجام اجزا از شروط لازم برای تداوم آن به شمار می‌رود؛ برای ایجاد تنوع فضایی عناصر بزرگ باید به بخش‌های متعدد تقسیم شده و مقیاس کوچک‌تری یابند اما باید دقت داشت که در این مسیر با افزایش تقسیمات اغتشاش و آشفتگی به وجود نیاید یا بالعکس تنوع آنقدر کاهش یابد که حاصلی کسالت آور داشته باشد.

## اولویت بندی مولفه‌های تأثیر گذار بر شکل‌گیری حس دلبستگی به مکان
بر اساس پژوهشی که بر روی ساکنین چند مجتمع مسکونی در تهران انجام شده است افراد ساکن در این مجتمع‌های مسکونی، این ویژگی‌ها را به عنوان عوامل دلبستگی به مکان مورد توجه قرار داده‌اند؛ این
دلبستگی به مکان باعث ایجاد تصویر ذهنی بهتر ساکنین
شده است. از میان تمام ویژگی‌ها، ویژگی «انسجام و وحدت» بالاترین ضریب را دارد، بنابراین این ویژگی توانسته است بیشترین میزان دلبستگی به مکان را در سا کنین برآورده سازد و پس از آن به ترتیب: «محرمیت»، «مدیریت تسهیلات و نظارت»، «عناصر طبیعی و سبز»، «ترکیب بندی و کیفیت کالبدی فضایی»، «غنای بصری» و در آخر «قابلیت جهت‌یابی و خوانایی» قرار دارند.

## نقش دلبستگی به مکان در هویت‌بخشی به میدان‌های شهری
امروزه شاهد تضعیف حس مکان و دلبستگی به آن در میان مردم هستیم و دلیل آن را می‌توان وجود فضاهای شهری بی کیفیت و غیرانسانی و بی‌معنی عنوان کرد.
تحقیقات نشان می‌دهد دلبستگی به مکان نقش مهمی را در انگیزه حضور و مراقبت از فضاهای عمومی نظیر میدانها و پارک‌های شهری ایفاء می‌کند.
میدان‌های شهری به عنوان مکانی دارای مفاهیم حسی و معنایی، برای بررسی عوامل تأثیر گذار بر میزان دلبستگی به یک فضای عمومی می‌تواند نقش مؤثری در هویت و مطلوبیت میدان‌ها داشته باشد.
دلبستگی به مکان به واسطه حس فضایی آن مکان میسر می‌شود که ناشی از تعامل افراد با مکان، معانی و ویژگی‌های مرتبط محیطی است.
طراح برای لحاظ کردن ویژگی‌های ابعاد دلبستگی به مکان در طرح و برنامه خود نباز به درکی روانشناسانه از تغییرات بافت مراکز شهری و تأثیرپذیری از فرهنگ‌های جهانی و فرم‌های ساخته شده دارد.
شاخص‌های مهم در دلبستگی به مکان را می‌توان در سه عامل احساسی و عملکردی و معنایی خلاصه کرد.

## عوامل معنایی
مفهوم دلبستگی به مکان در قلمرو تداعی معانی محیط
تعریف می‌شود. معنا مربوط به جنبه‌های روان‌شناسی و ادراکی تجربه محیطی است و در این محدوده دلبستگی به مکان به عنوان نقطه اتصال فرد و محیط تعریف می‌شود
یکی از راه‌های معنا بخشی به مکان را می‌توان امکان برقراری ارتباطات اجتماعی عنوان کرد.

## عوامل عملکردی
این بعد که به برآوردن نیازها و اهداف فردی
مبتنی بر کیفیت مکان در پاسخگویی به نیازهای کاربران در مقایسه با سایر مکان‌های مشابه موجود اشاره دارد وابسته به تجارب قبلی فرد، نحوه دسترسی به مکان و الگوهای فعالیتی موجود در آن است.

## عوامل احساسی
یکی از ویژگی‌های اصلی دلبستگی به مکان، روابط احساسی نزدیک با مکان است. به این ترتیب دلبستگی به مکان پیوندی مؤثر و ماندگار را با مکان‌هایی که مردم از آن استفاده می‌کنند برقرار کرده و در آنجاست که آنها احساس آسایش و آرامش بیشتری دارند.
طبق تحقیقات انجام شده استدلال می‌شود بین دلبستگی به مکان و هویت آن، رابطه مستقیم وجود دارد که این امر می‌تواند در طراحی میدانهای شهری مورد توجه قرار گیرد. در بین عوامل مهم دلبستگی به میدان از جمله می‌توان به وجود آرامگاه بوعلی با معماری فاخر آن در مرکز میدان، امکان دسترسی مناسب به میدان، وجود عوامل و عناصر محیطی نظیر درختان و فضای سبز مناسب در میدان، فضاهای تجاری و روزمره اطراف میدان، جانمایی مناسب میدان به لحاظ موقعیت مرکزی در شهر، مناظر ذهنی و عینی مناسب میدان نام برد. نتایج این تحقیق می‌تواند راهبرد مناسبی برای طراحی میدانهای شهری مطلوب در شهرهای معاصر فراهم کند.